# Си Ши

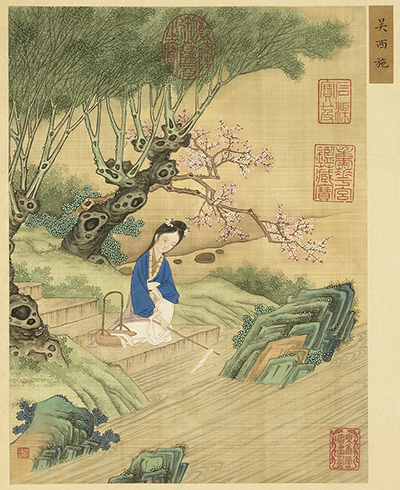
Си Ши в альбоме Хэ Дацзы «Собрание жемчужин красоты» (XVIII век)

Си Ши (кит. 西施, пиньинь Xī Shī, 506 год до н.э. — ?) — одна из четырёх великих красавиц Древнего Китая. Она, как считается, жила в конце Периода Весны и Осени в Чжуцзи, столице древнего царства Юэ.
По преданию, красота Си Ши была так велика, что когда красавица перегнулась через балкон, чтобы посмотреть на рыбу в пруду, та была настолько ослеплена, что забыла, как плавать, и начала тонуть. Эта легенда породила одну из двух китайских идиом: 沉鱼落雁，闭月羞花 (пиньинь: chényú luòyàn, bìyuè xiūhuā; рыбу заставить погрузиться вглубь, а летящего гуся опуститься на землю), использующихся, чтобы подчеркнуть чью-либо красоту.

## История Си Ши
Гоуцзянь, правитель Юэ, потерпел поражение в войне против Фучая из царства У, и Юэ стало частью У. Планируя свою тайную месть, министр Гоуцзяня Вэнь Чжун, зная пристрастие Фучая к слабому полу, предложил отправить к Фучаю, правителю У, в качестве дани специально подготовленных красивых женщин. Другой министр, Фань Ли, нашёл Си Ши и Чжэн Дань, которых подарили Фучаю в 490 г. до н. э.
Фучай построил в императорском парке на склоне горы Линянь дворец Гуаньва (дворец Красивых Женщин), что в пределах 15 км к западу от Сучжоу.
Очарованный красотой и лаской женщин, правитель забыл о своих государственных делах и, подстрекаемый наложницами, довёл до гибели своего лучшего советника — великого генерала У Цзысюя. Управление вооружёнными силами У было «обезглавлено», Гоуцзянь сумел восстать, и царство Юэ вновь обрело независимость.
По легенде (согласно Юэ Цзюэшу в авторстве Юань Кана), после падения царства У Фань Ли ушёл в отставку с министерского поста и вместе с Си Ши отплыл на рыбацкой лодке в туман пустынного озера Тай Хэ, после чего их никто не видел (越绝书). По версии Мо-цзы, Си Ши в итоге умерла, утонув в реке (西施之沈，其美也).

## Влияние на культуру

### Китайская культура

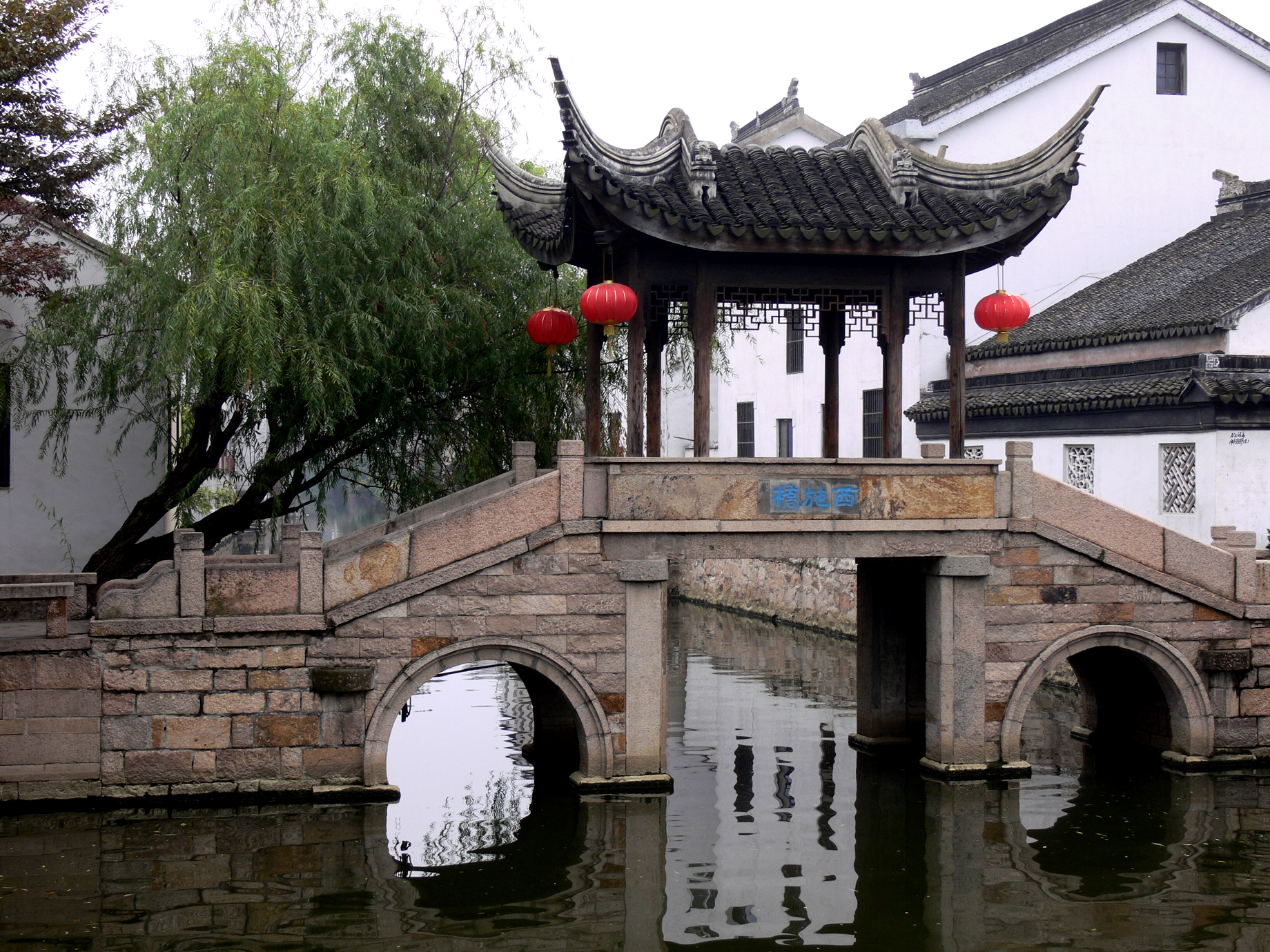
Мост Си Ши в городе Муду, Сучжоу

В честь Си Ши возведён храм, который находится у подножия горы Чжу Лу в южной части города, на берегу реки Хуаньша.
Озеро Сиху в Ханчжоу называют воплощением Си Ши, поэтому его ещё называют озеро Сицзы, что означает — леди Си. В своей знаменитой песне «Просторы Западного озера в солнце и в дождь» (англ. Drinks at West Lake through Sunshine and Rain) (饮湖上初睛居雨) известный поэт Су Дунпо сравнивает красоту Си Ши с Западным озером.
Ли Бо во времена династии Тан посвятил ей стихотворение «Сиши» (по С. А. Торопцеву; оригинальное название на китайском: 咏苎萝山). Менее известный танский поэт Ло Инь также написал стихотворение «Си Ши» (кит. упр. 西施), в котором он сомневается, что она могла стать причиной гибели целого государства.

### Вьетнамская культура
Вьетнамцам Си Ши известна как Тэй Тхи (вьет. Tây Thi). Вьетнамские историки рассматривают историю царства Юэ как историю Вьетнама.
В этом контексте Тэй Тхи — героиня вьетнамской борьбы за независимость, пример вьетнамской Юдифи, использующей свою красоту и привлекательность для борьбы против Китая, в качестве которого позиционируется царство У.
Фучай рассматривается как китайский захватчик, который напал на вьетнамское царство Юэ. Армию Юэ возглавлял вьетнамский друг Тэй Тхи Фань Ли. По разным версиям, правитель Фучай либо покончил жизнь самоубийством, а Тэй Тхи бежала и больше никогда не выходила замуж, либо Фучай был убит вьетнамскими войсками, а Тэй Тхи сбежала с Фань Ли.

## Антипод
Чэнъюй 东施效顰 Dōng Shī xiào pín («Дун Ши подражает движению бровей»), в современном китайском языке образно обозначающий слепое подражание с плохим эффектом, отсылает к сюжету, известному по Чжуанцзы (гл. 天運): дурнушка, пытаясь имитировать естественные движения красавицы Си Ши, только вызывает отвращение. Любопытно, что ни Чжуанцзы, ни другие китайские классики не упоминают имени Дун Ши. Не исключено, что оно является продуктом народного творчества, обратившего первую часть имени в противоположность (Си «запад», Дун «восток»), по карнавальному принципу.
Чэнъюй «Дун Ши подражает движению бровей» используется в романе «Сон в красном тереме» (гл. 30, сцена «похороны цветов»).